# Далат

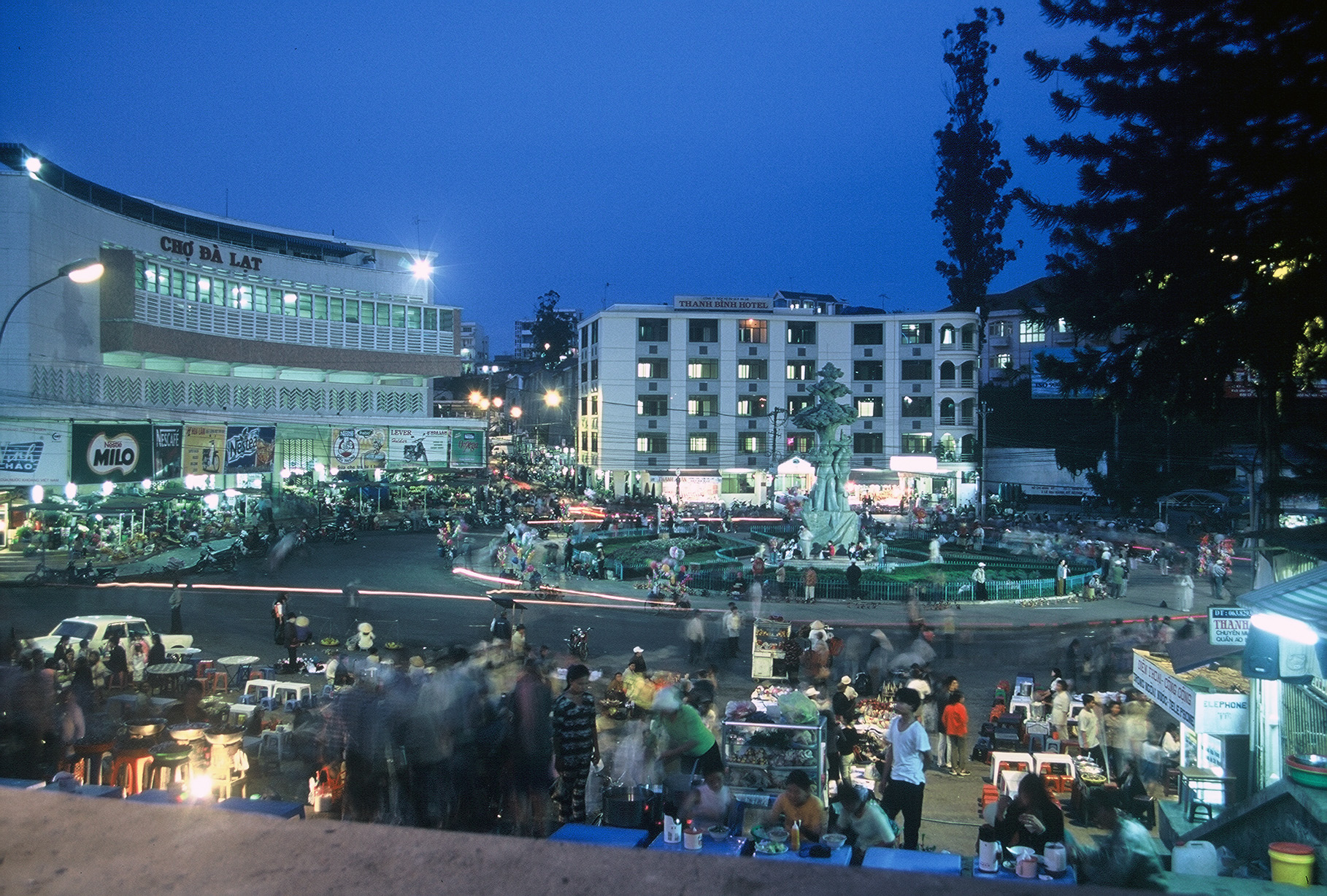
Центральная рыночная площадь Далата вечером. Фото 2009 г.

Дала́т (вьет. Đà Lạt) — город в центральном нагорье Вьетнама, столица провинции Ламдонг (вьет. Lâm Đồng). Расположен на плато Лангбиан (Далат) на уровне примерно 1475 метров над уровнем моря. Находится в 1491 км от Ханоя и в 300 км от Хошимина.
Название города, скорее всего, возникло из языка лати, один из возможных переводов — «река племени Лат». 

## История и современность
Далат достаточно молодой город. Свою историю он начинает со времени колонизации Вьетнама французами.
Считается, что первым обратил внимание на чистый прохладный воздух этой местности Александр Йерсен в 1887 году, он же высказался о постройке здесь курорта. Официальным годом основания считается 1893.
В 1907 году была построена первая гостиница, а в 1912 году был основан город Далат, который быстро завоевал популярность у европейцев. К 1920 году формирование города было в целом завершено.
Сейчас Далат — это горный курорт, находящийся в окружении вечнозелёных лесов, многочисленных водопадов, озёр, живописных долин, перевалов и естественных природных парков.

## Природа
Благодаря своему расположению, Далат — место с весьма мягким, субэкваториальным, климатом. Температура воздуха колеблется в пределах от +10 до +26 °С.
Среднемесячные температуры от + 24 °C в ноябре-декабре до + 28 °C в апреле-мае.
Минимум осадков выпадает в «сухой сезон» — с декабря по март, летом и осенью возможны дожди, но даже в сезон дождей здесь достаточно тепло и солнечно.
Местность Далата преимущественно холмистая. Холмистый рельеф придаёт дополнительную красоту.

## Экономика
Экономику города складывают сельское хозяйство (выращивание фруктов, цветов, клубники, винограда, кофе), виноделие, туризм, научные разработки (Далат — один из центров вьетнамской науки).

### Туризм
Уникальный климат высокогорного курорта Далат во Вьетнаме, расположенного на высоте 1500 метров, сделали его любимым местом отдыха не только среди местных жителей, но и среди туристов из различных стран.
Ранее, сочетание французского провинциального обаяния Далата, более чем традиционной для Вьетнама восточной экзотики, лечебные свойства чистейшего горного воздуха прекрасно дополненные отсутствием сильной жары, сделали этот горный городок невероятно популярным среди колониальной элиты.
Сейчас же этот город, помимо прочего, имеет и довольно развитую туристическую индустрию, что способствует потоку иностранных туристов, которых привлекают как уникальные природные богатства Вьетнама, так и возможности для более чем комфортного и полноценного отдыха.
Прохлада Далата манит к себе привыкших к жаре жителей равнинного Вьетнама, а также туристов, желающих получить новые впечатления и увидеть другой Вьетнам. Среди населения города можно встретить состоятельных вьетнамцев, европейцев и обеспеченных граждан других азиатских стран. Далат — это самое популярное место проведения медового месяца у молодожёнов, а также город артистов и художников Вьетнама. Город славится полями для гольфа и парком цветов.

## Достопримечательности
Достопримечательностями Далата являются: озеро Сюанхыонг (вьет. Xuân Hương), расположенное в центре города — одно из самых приятных мест для отдыха и прогулок. Очень интересны для посещения местные пагоды, наибольшего внимания заслуживают Lam Ty Ni, Thien Vuong, Linh Son, Su Nu, Minh Nguyet Cu Si Lam. В Далате большое разнообразие храмовых сооружений, здесь есть католическая и евангелистская церкви, кафедральный собор, открытые для посещения.
Летняя резиденция последнего императора Бао Дай с полностью сохранённым интерьером. Резиденция генерал-губернатора.
Старая железная дорога, которая с 1928 по 1964 годы соединяла Далат и Тапчам (сейчас по этой дороге ходит туристический поезд).
Гостиница Ханг Нга с её уникальной архитектурой (т. н. «Crazy House») — это пансион, кафе и художественная галерея одновременно.
Краеведческий музей Лам Донг, построенный в колониальном французском стиле, где представлены гончарные изделия, сохранившихся с древних времен, костюмы и музыкальные инструменты местных народностей.
Парк цветов, Долина Любви (Thung Lung Tinh Yeu). Из Далата организуются различные туры по близлежащим природным паркам и на живописные водопады (Гуга (Gougah), Дамбри (Dambri) и некоторые другие). В 10 км от города расположен водопад Пренн (Prenn), одна из главных природных достопримечательностей этих мест.
Монастырь Девы Марии (Ня Тхо Домайн), был построен в 1942-м году.
Недалеко от Далата в 35 км находится водопад Понгур, высотой 40 метров, а шириной около 100 метров.

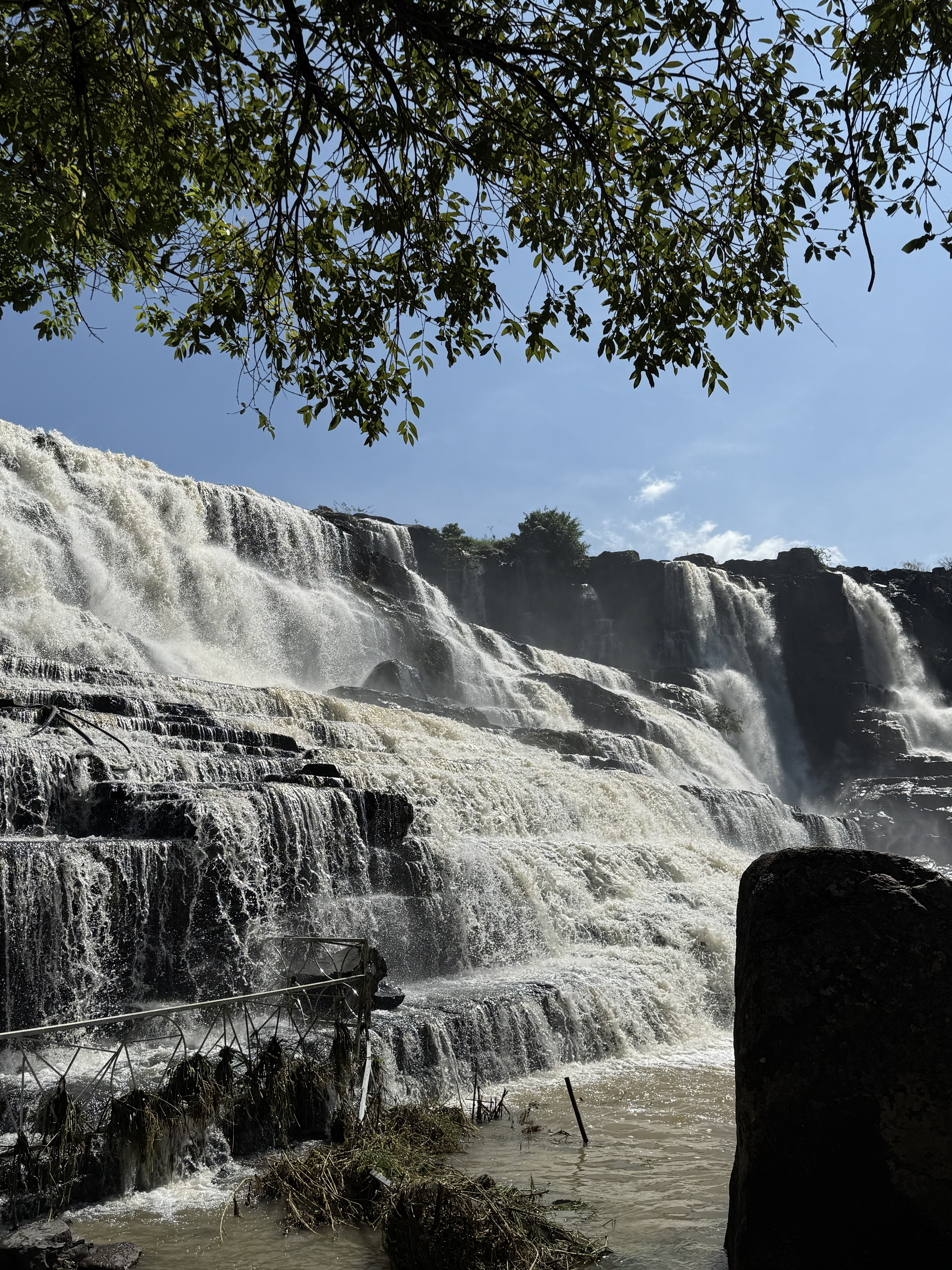
Водопад Понгур

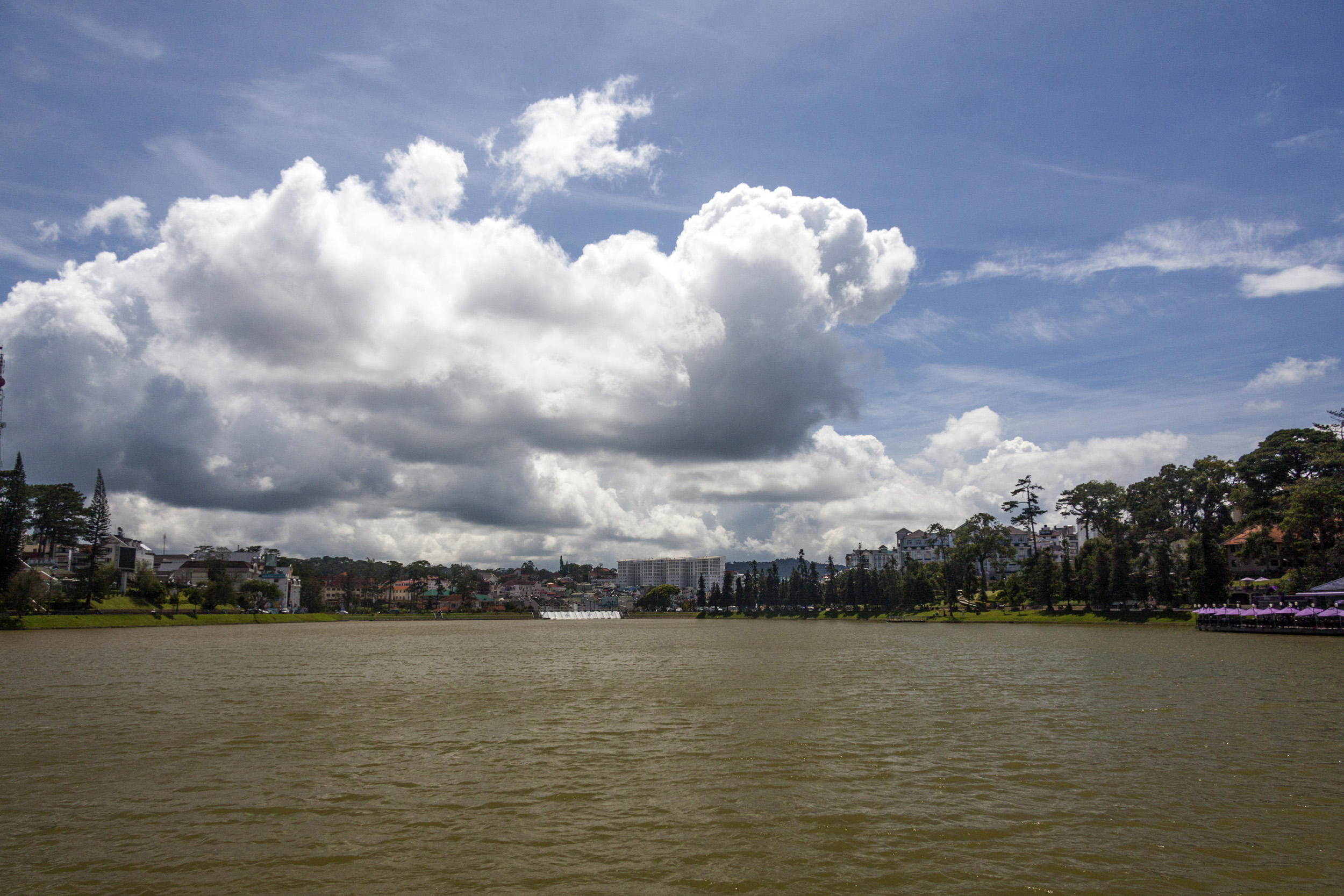
Озеро Сюанхыонг